# San Pedro Puxtla
San Pedro Puxtla è un comune del dipartimento di Ahuachapán, in El Salvador.

## Geografia antropica

### Suddivisioni amministrative
Amministrativamente il comune è diviso in 6 cantones: El Cortez, El Durazno, Guachipilín, La Concepción, Pululapa e Texispulco.